# 6470 Aldrin
6470 Aldrin è un asteroide della fascia principale. Scoperto nel 1982, presenta un'orbita caratterizzata da un semiasse maggiore pari a 2,2755901 au e da un'eccentricità di 0,1512443, inclinata di 2,79044° rispetto all'eclittica.
L'asteroide è dedicato all'astronauta statunitense Buzz Aldrin, pilota del modulo lunare della missione Apollo 11. Agli altri membri dell'equipaggio della missione sono stati dedicati gli asteroidi 6469 Armstrong e 6471 Collins.